# Chepesch-em-chef
Chepesch-em-chef ist der Name einer altägyptischen Gottheit, deren Name erstmals in der griechisch-römischen Zeit belegt ist. In dieser Epoche heißt es, dass Chepesch-em-chef zunächst als „große Keule (hedj-wer)“ bezeichnet und danach „Irta“ genannt wurde.